# Fressancourt
Fressancourt est une commune française située dans le département de l'Aisne, en région Hauts-de-France.

## Géographie

### Communes limitrophes
|                      | Rogécourt              | Versigny  |
| Bertaucourt-Epourdon | Fressancourt           | Fourdrain |
|                      | Saint-Nicolas-aux-Bois |           |

### Hydrographie
La commune est située dans le bassin Seine-Normandie. Elle est drainée par le ruisseau de Saint-Lambert, le ruisseau de la Bovette et le ruisseau de Missancourt,,.
Le ruisseau de Saint-Lambert, d'une longueur de 10 km, prend sa source dans la commune de Fourdrain et se jette  dans la Serre à Danizy, après avoir traversé six communes.

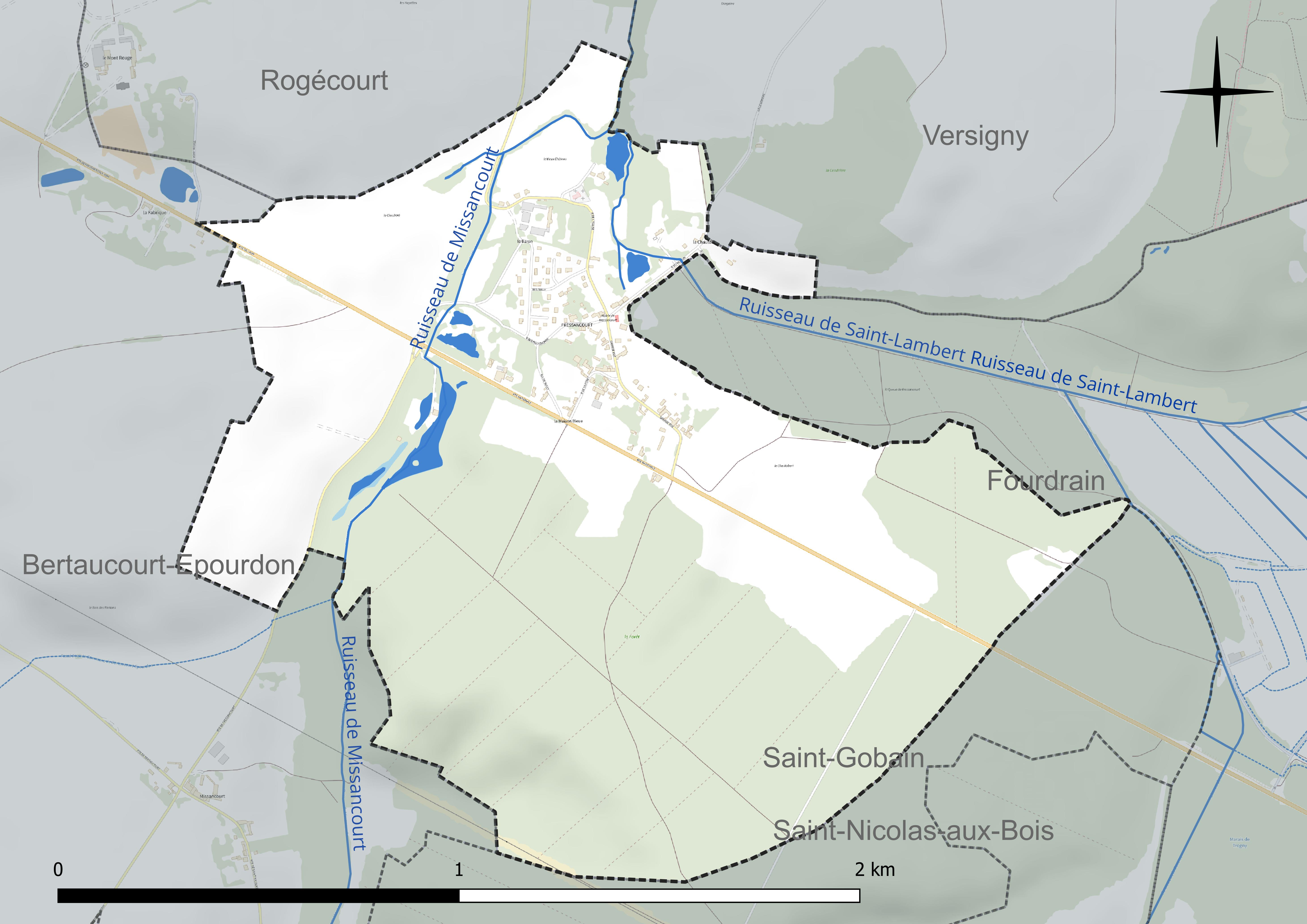
Réseau hydrographique de Fressancourt.

### Climat
Pour des articles plus généraux, voir Climat des Hauts-de-France et Climat de l'Aisne.
En 2010, le climat de la commune est de type climat océanique dégradé des plaines du Centre et du Nord, selon une étude du CNRS s'appuyant sur une série de données couvrant la période 1971-2000. En 2020, Météo-France publie une typologie des climats de la France métropolitaine dans laquelle la commune est exposée à un climat océanique altéré et est dans la région climatique Nord-est du bassin Parisien, caractérisée par un ensoleillement médiocre, une pluviométrie moyenne régulièrement répartie au cours de l'année et un hiver froid (3 °C).
Pour la période 1971-2000, la température annuelle moyenne est de 10,5 °C, avec une amplitude thermique annuelle de 15,2 °C. Le cumul annuel moyen de précipitations est de 708 mm, avec 11,7 jours de précipitations en janvier et 8,8 jours en juillet. Pour la période 1991-2020, la température moyenne annuelle observée sur la station météorologique la plus proche, située sur la commune d'Aulnois-sous-Laon à 13 km à vol d'oiseau, est de 11,0 °C et le cumul annuel moyen de précipitations est de 685,6 mm,. Pour l'avenir, les paramètres climatiques de la commune estimés pour 2050 selon différents scénarios d'émission de gaz à effet de serre sont consultables sur un site dédié publié par Météo-France en novembre 2022.

## Urbanisme

### Typologie
Au 1er janvier 2024, Fressancourt est catégorisée commune rurale à habitat dispersé, selon la nouvelle grille communale de densité à 7 niveaux définie par l'Insee en 2022.
Elle est située hors unité urbaine. Par ailleurs la commune fait partie de l'aire d'attraction de Laon, dont elle est une commune de la couronne,. Cette aire, qui regroupe 106 communes, est catégorisée dans les aires de 50 000 à moins de 200 000 habitants,.

### Occupation des sols
L'occupation des sols de la commune, telle qu'elle ressort de la base de données européenne d'occupation biophysique des sols Corine Land Cover (CLC), est marquée par l'importance des forêts et milieux semi-naturels (52,1 % en 2018), une proportion sensiblement équivalente à celle de 1990 (52,5 %). La répartition détaillée en 2018 est la suivante : 
forêts (52,1 %), terres arables (38,1 %), zones urbanisées (9,8 %).
L'évolution de l'occupation des sols de la commune et de ses infrastructures peut être observée sur les différentes représentations cartographiques du territoire : la carte de Cassini (XVIIIe siècle), la carte d'état-major (1820-1866) et les cartes ou photos aériennes de l'IGN pour la période actuelle (1950 à aujourd'hui).

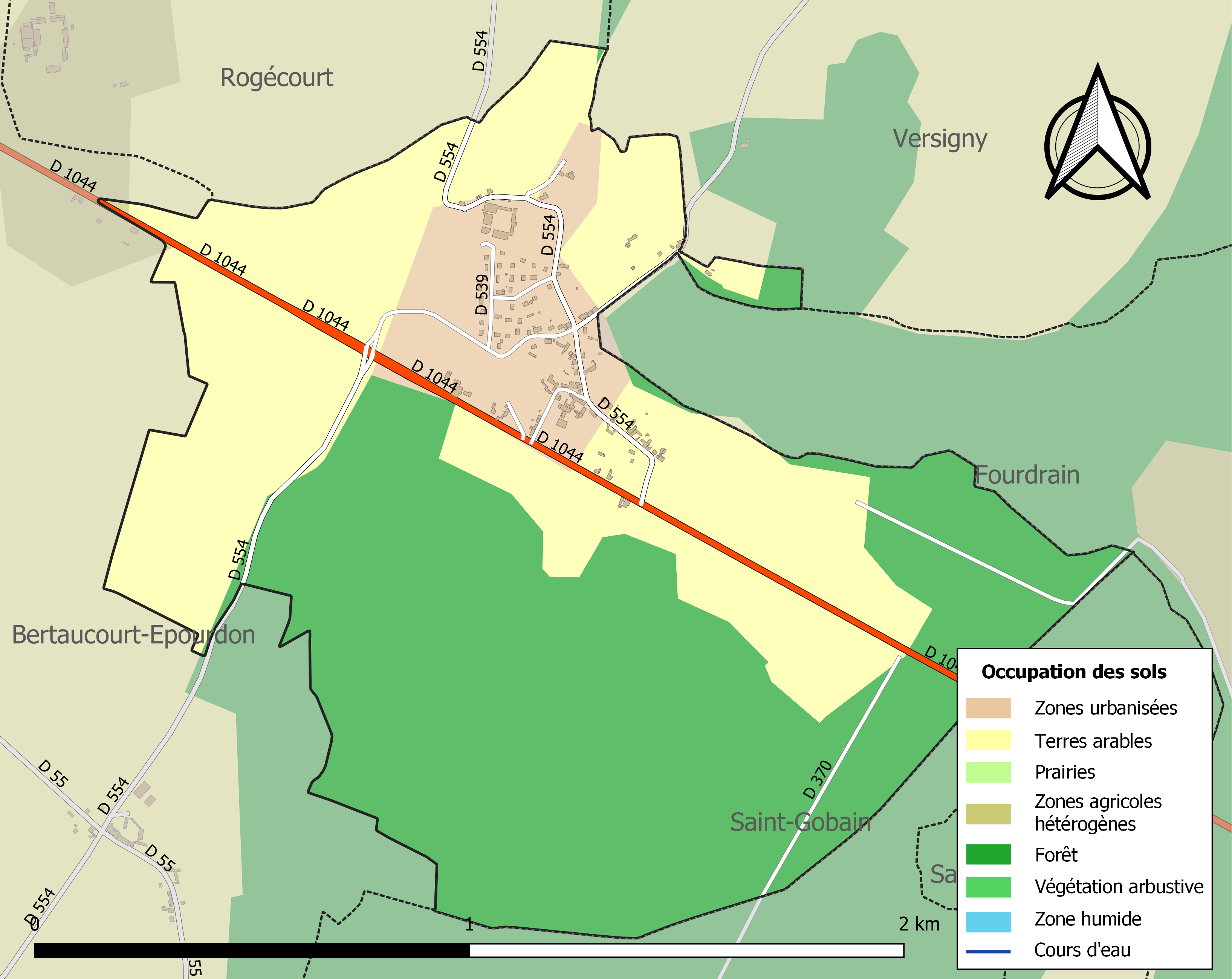
Carte de l'occupation des sols de la commune en 2018 (CLC).

## Toponymie
Le nom de la localité est attesté sous les formes [Munitio quæ] Francorum curtis au XIIe siècle ; Frescencort en 1232 ; Fresencourt en 1404 ; Fressencourt en 1475 ; Fressancour en 1729 ; Paroisse de Saint-Pierre-de-Fressancourt en 1750.
Il s'agit d'une formation toponymique médiévale en -court « cour de ferme, ferme, domaine » caractéristique des premiers établissements de Francs romanisés (-court a remplacé le germanique -hof(fen) / -hove(n) de sens analogue cf. Bettenhoven, Bettenhoffen / Bettencourt, Béthincourt, Bethencourt, etc.). L'appellatif court remonte pour certains auteurs au bas latin curtis, pour d'autres au bas latin cōrtem, en réalité, il faut sans doute comprendre le gallo-roman *CŌRTE > ancien français cort > moyen français court, réécrit cour sans -t d'après la fausse étymologie curia cf. courtois.
Le premier élément Fressan-, selon la règle générale pour les noms de lieux en -court, représente un anthroponyme germanique. Albert Dauzat propose le nom de femme germanique Fredesindis. Une Frédesinde est attestée dans la généalogie des ducs de Normandie et dans la famille de Suger au XIe siècle.

## Histoire
La famille d'Harzillemont était seigneur de Fressancourt au XVIIe siècle. En 1674, celle-ci en fait don aux religieux de Saint-Martin de Laon, qui en restent propriétaires jusqu'à la Révolution.

## Politique et administration

### Découpage territorial
La commune de Fressancourt est membre de la communauté d'agglomération Chauny-Tergnier-La Fère, un établissement public de coopération intercommunale (EPCI) à fiscalité propre créé le 1er janvier 2017 dont le siège est à Chauny. Ce dernier est par ailleurs membre d'autres groupements intercommunaux.
Sur le plan administratif, elle est rattachée à l'arrondissement de Laon, au département de l'Aisne et à la région Hauts-de-France. Sur le plan électoral, elle dépend du  canton de Tergnier pour l'élection des conseillers départementaux, depuis le redécoupage cantonal de 2014 entré en vigueur en 2015, et de la première circonscription de l'Aisne  pour les élections législatives, depuis le dernier découpage électoral de 2010.

### Administration municipale
| Période                                  | Période                       | Identité      | Étiquette | Qualité                                                    |
| ---------------------------------------- | ----------------------------- | ------------- | --------- | ---------------------------------------------------------- |
| Les données manquantes sont à compléter. |                               |               |           |                                                            |
| avant 1876                               | après 1879                    | Oger          |           |                                                            |
| mars 2001                                | En cours (au 12 juillet 2020) | Michel Degouy | UMP-LR    | Retraité Fonction publique Réélu pour le mandat 2020-2026, |

## Démographie
L'évolution du nombre d'habitants est connue à travers les recensements de la population effectués dans la commune depuis 1793. Pour les communes de moins de 10 000 habitants, une enquête de recensement portant sur toute la population est réalisée tous les cinq ans, les populations de référence des années intermédiaires étant quant à elles estimées par interpolation ou extrapolation. Pour la commune, le premier recensement exhaustif entrant dans le cadre du nouveau dispositif a été réalisé en 2005.

En 2022, la commune comptait 171 habitants, en évolution de −12,31 % par rapport à 2016 (Aisne : −1,97 %, France hors Mayotte : +2,11 %).
| 1793 | 1800 | 1806 | 1821 | 1831 | 1836 | 1841 | 1846 | 1851 |
| ---- | ---- | ---- | ---- | ---- | ---- | ---- | ---- | ---- |
| 111  | 119  | 129  | 168  | 235  | 262  | 225  | 206  | 186  |

| 1856 | 1861 | 1866 | 1872 | 1876 | 1881 | 1886 | 1891 | 1896 |
| ---- | ---- | ---- | ---- | ---- | ---- | ---- | ---- | ---- |
| 196  | 228  | 192  | 206  | 238  | 235  | 227  | 230  | 225  |

| 1901 | 1906 | 1911 | 1921 | 1926 | 1931 | 1936 | 1946 | 1954 |
| ---- | ---- | ---- | ---- | ---- | ---- | ---- | ---- | ---- |
| 247  | 275  | 249  | 225  | 200  | 194  | 186  | 187  | 194  |

| 1962 | 1968 | 1975 | 1982 | 1990 | 1999 | 2005 | 2006 | 2010 |
| ---- | ---- | ---- | ---- | ---- | ---- | ---- | ---- | ---- |
| 162  | 167  | 134  | 138  | 163  | 184  | 210  | 216  | 210  |

| 2015 | 2020 | 2022 | - | - | - | - | - | - |
| ---- | ---- | ---- | - | - | - | - | - | - |
| 199  | 179  | 171  | - | - | - | - | - | - |

## Lieux et monuments

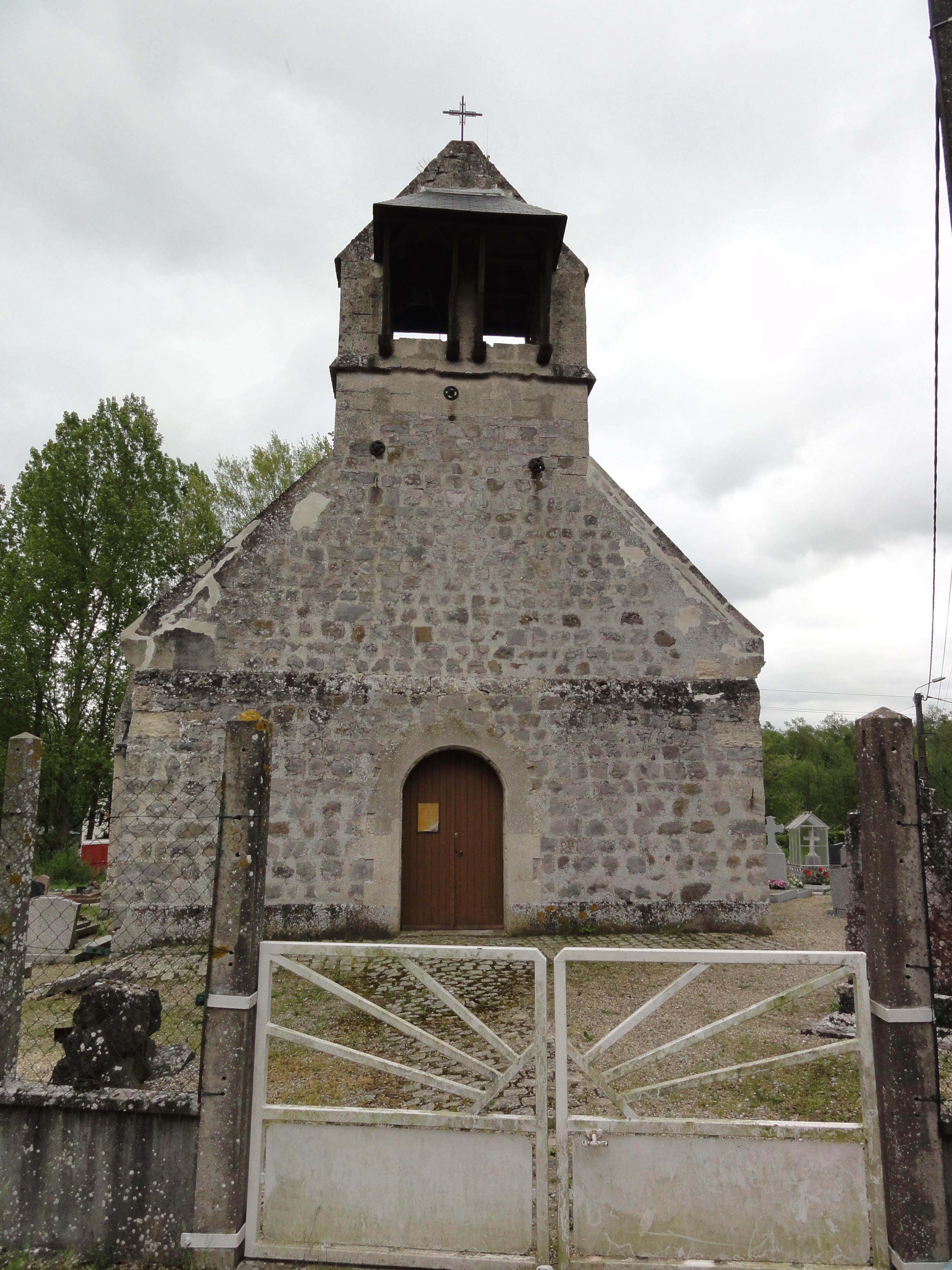
Église Saint-Pierre-et-Saint-Paul.
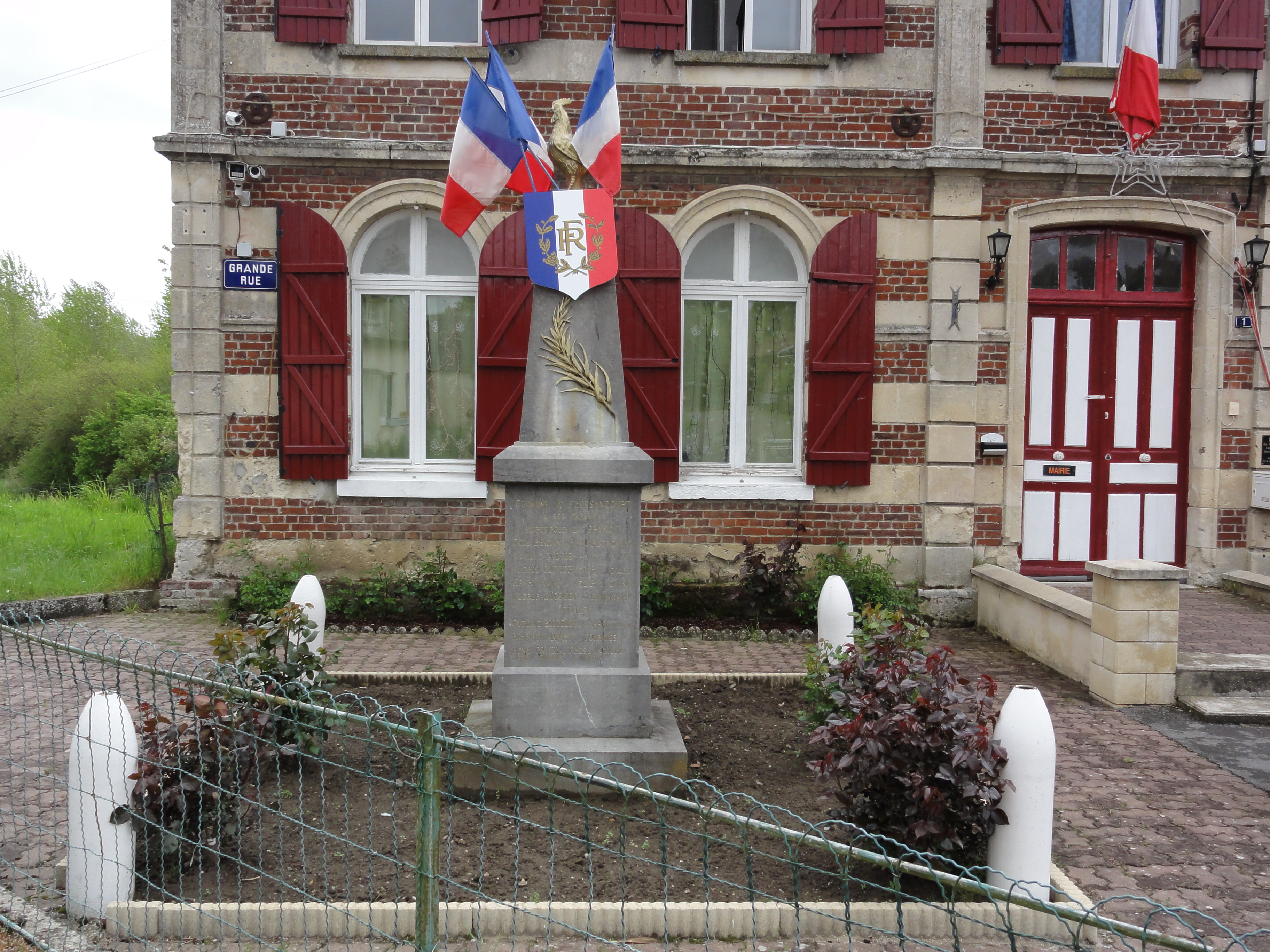
Monument aux morts.
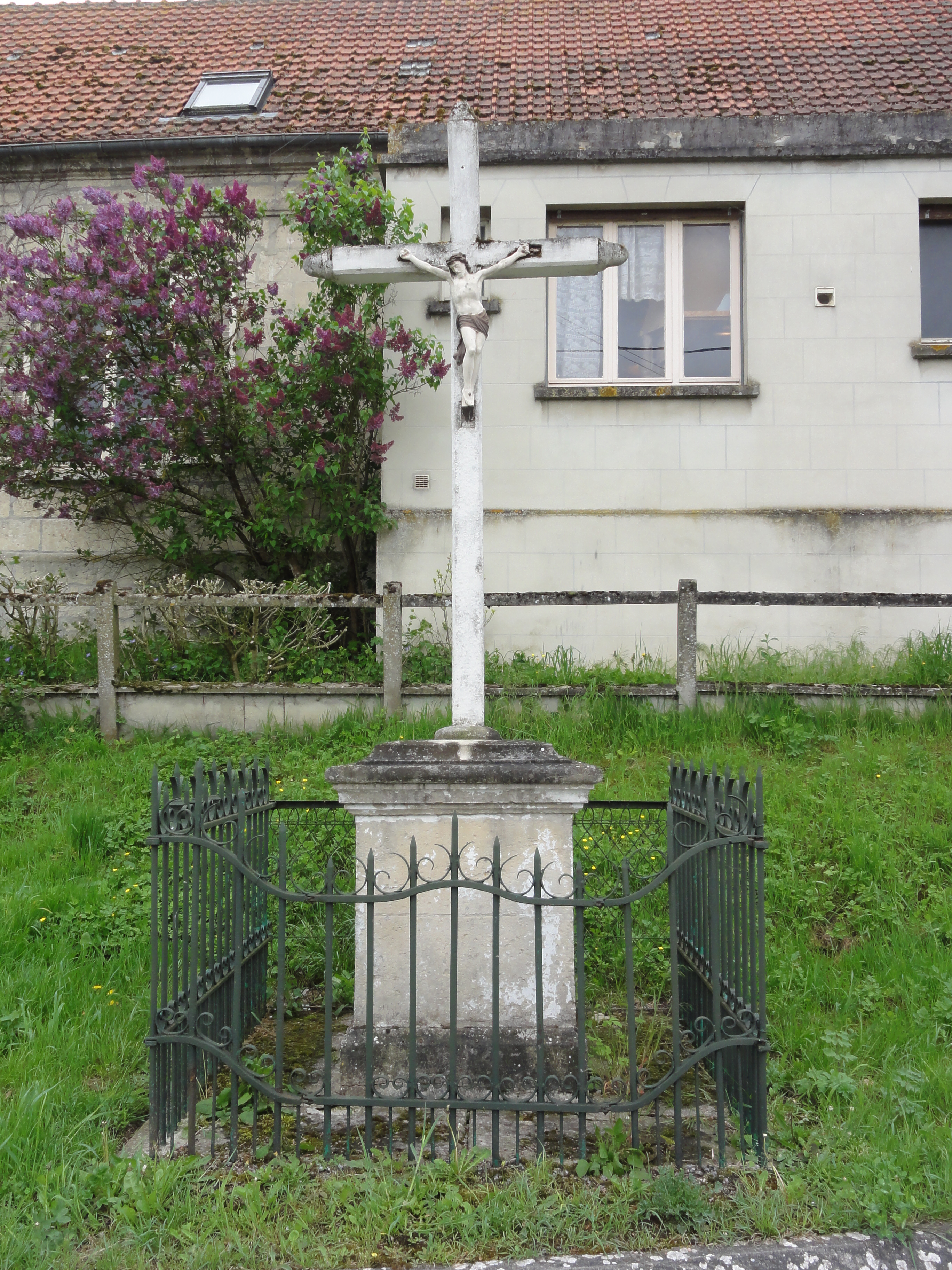
Calvaire.

- Église Saint-Pierre-et-Saint-Paul.
- Monument aux morts.
- Calvaire.